# Піте
Піте (порт. Pité, нар. 22 серпня 1994, Ежгейра) — португальський футболіст, захисник клубу «Мафра».
Виступав, зокрема, за клуби «Бейра-Мар», «Тондела» та «Арока», а також олімпійську збірну Португалії.

## Клубна кар'єра
У дорослому футболі дебютував 2013 року виступами за команду клубу «Бейра-Мар», в якій провів один сезон, взявши участь у 35 матчах чемпіонату.  Більшість часу, проведеного у складі «Бейра-Мар», був основним гравцем захисту команди.
Своєю грою за цю команду привернув увагу представників тренерського штабу клубу «Порту» Б, до складу якого приєднався 2014 року. Відіграв за дублерів клубу з Порту наступні два сезони своєї ігрової кар'єри. Граючи у складі другої команди «Порту» також здебільшого виходив на поле в основному складі команди.
До складу клубу «Тондела» приєднався на правах оренди 2016 року. 7 червня 2017 року підписав повноцінний контракт з командою терміном до 2020 року. Відіграв за клуб з Тондели 43 матчі в національному чемпіонаті.
13 січня 2021 року підписав півторарічний контракт з клубом «Арока».

## Виступи за збірну
2016 року захищав кольори олімпійської збірної Португалії. У складі цієї команди провів 3 матчі, забив 1 гол. У складі збірної — учасник футбольного турніру на Олімпійських іграх 2016 року у Ріо-де-Жанейро.